# Dernière Volonté
Dernière Volonté est un groupe (ou one-man band)  français de dark wave, initié par le musicien Geoffroy « Geoffroy D. » Delacroix. Geoffroy est apparu en tant qu'invité sur les albums When All Else Fails! et Time is Thee Enemy!, The Philosopher Stone et un remix complet de l'album Cosmic Trigger de Der Blutharsch. Il a également collaboré avec les groupes Nový Svět, His Divine Grace, Foresta di Ferro et le groupe EBM Die Krupps.

## Histoire
À ses débuts en 1994, Geoffroy Delacroix officie dans un registre martial et dark wave néo-classique. Inspiré par l'école bruitiste et industrielle ainsi que par les sons néoclassiques synthétiques, les premières ébauches sont d'une noirceur implacable. Pour Geoffroy, le nom du groupe est « est un nom qui est venu naturellement et qui correspondait bien à ce que je recherchais. »
Geoffroy commence donc a enregistrer sur cassettes quelques maquettes et structures, retenues ou non, pour le futur Obéir et Mourir. En 1997, il fait la rencontre de Soldat Arnaud, avec lequel, il fonde le label, La Nouvelle Alliance. Geoffroy le quittera par la suite.
En 1998 sort Obéir et mourir sous la forme d'une double cassette (boite avec inserts fait main) qui est en grande partie le résultat de ces premiers essais, sorti sur La Nouvelle Alliance en édition limitée et numérotée. L'ensemble de cette double cassette sera par la suite réédité par le label lillois Nuit et Brouillard (sous la forme d'un coffret contenant deux CD remixés, des inédits et de multiples cartes postales), puis par Tesco en version vinyle et DCD (cette édition reprend les enregistrements originaux présent sur la K7 d'origine).
À partir des années 2000, choisissant de se concentrer nettement plus sur le chant (absent de ses premiers travaux) et sur la structure de ses titres, Geoffroy insiste nettement sur les paroles et la mélodie. Sa manière de chanter rappelant curieusement Étienne Daho, voire Taxi Girl, dont Geoffroy semble s'être inspiré sur quelques disques. Cependant, avec la sortie de son album Les Blessures de l'ombre en 2003, puis avec Devant le miroir en 2006, Geoffroy confirme sa nouvelle direction, appliquant son style électro-martial à des chœurs et des mélodies electropop. En 2007, Geoffroy et Pierre Pi (percussionniste des apparitions live de Dernière Volonté) sortent un album étonnant sous le nom de Position Parallèle, clin d'œil émouvant aux sons de la musique électro des années 1970-1980. Pierre quittera rapidement la formation que Geoffroy reprendra en solo. Deux disques sortiront par la suite, Néons blancs et En garde à vue, tous deux dans la même veine que le premier album.
2010 est l'année d'un tournant important avec la parution d'Immortel sur le label Hau Ruck!. Le style, toujours inimitable, se rapproche indéniablement du registre minimal synth sans perdre les caractéristiques si particulières au projet (voix, arrangements, mélodies). L'album Mon meilleur ennemi sort en 2012 ainsi que Prie pour moi  en 2016, marquent ainsi la fin de la deuxième trilogie sur la rédemption (la première semblait dédiée au chaos).
Geoffroy a collaboré avec les groupes Nový Svět, His Divine Grace, Foresta di Ferro et le groupe EBM antifasciste Die Krupps.

## Discographie
- 1998 : Obéir et mourir (deux cassettes, 120 exemplaires)
- 1999 : En avant! (45T, 200 exemplaires, 100 exemplaires sur vinyle pourpre)
- 2000 :Commandements (45T, 300 exemplaires)
- 2000 : Le Feu sacré
- 2001 : Où tu iras (45T, 333 exemplaires)
- 2002 : El Continent! / Mon mercenaire ! (45T, 300 copies dont 100 exemplaires sur vinyle blanc)
- 2003 : Le Feu sacré (300 copies)
- 2003 : Les Blessures de l'ombre (LP + 45T, 500 exemplaires + CD)
- 2004 : Commémoration' (2 CD)
- 2005 : Obéir et mourir' (2 CD)
- 2006 : Der Blutharsch/Dernière Volonté (Split) (7")
- 2006 : Devant le miroir (CD + LP, 800 copies)
- 2007 : Le Cheval de Troie (Live in Den Haag) (picture disc LP, 300 exemplaires)
- 2007 : Toujours  (7", 300 exemplaires)
- 2008 : La nuit revient (10", 400 exemplaires)
- 2010 : Immortel (CD + LP + 7", 800 exemplaires)
- 2012 : Ne te retourne pas (compilation)
- 2012 : Mon meilleur ennemi (CD + LP + 7")
- 2016 : Prie pour moi (CD + LP + 7")
- 2019 : Frontière (CD + LP)
- 2022 : Cristal (CD)